# Ksenija Pajić
Ksenija Pajić (Rijeka, 30 de juny 1961), és una actriu de cinema, televisió i teatre croata.

## Inicis
Va néixer a Rijeka, on va acabar l'escola primària i secundària. Es va graduar a l'Acadèmia d'Arts Dramàtiques de Zagreb l'any 1984. Després de graduar-se, va passar dues temporades compromesa a Teatar u gostima on va interpretar papers principals. Quan encara era estudiant, va començar a treballar a Dubrovnik i va participar en les obres de teatre "Hamlet" i "Hecuba", i immediatament després de graduar-se, va acabar al Teatre com a convidada. Relja Bašić la va descobrir mentre defensava la seva tesi, i gràcies a ell va començar a treballar amb actors com Ana Karić, Boris Buzančić, Vanja Drach... El 1986, va ser contractada com a empleada permanent del Teatre Dramàtic Gavella. Va aconseguir un gran nombre de papers notables en teatre, cinema i televisió.

### Carrera
Es va fer famosa pel paper de Nine, l'esposa de Crnog Džeka, interpretat per Slavko Brankov, a la sèrie per a nens i joves "Smogovci". El 2004, va aconseguir el paper de la dona rica Ana Jurak a la primera telenovela croata "Villa Maria". Apareix a les tres següents telenovel·les AVA. A "Ljubav u zaleđu" va retratar la propietària de la revista de xafarderies "Stars" Ksenia Fisher, i a "Obični ljudi" va retratar el personatge de Tamara, la millor amiga de Vanja (Vanessa Radman). En aquesta sèrie, el personatge de Ksenia lluitava amb la leucèmia. Després dels papers de convidada a la sèrie humorística "Zauvijek susjedi" i "Bitange i princeze". El 2007 torna a la pantalla petita a la telenovel·la històrica "Ponos Ratkajevih". El 2009, va ser convidada a la sèrie humorística "Luda kuća", i va encarnar el personatge de l'aguda doctora Karmen a la telenovel·la "Sve će biti dobro".

## Premis
- Premi de l'Associació d'Artistes Dramàtics: Važno je zvati se Ernest – paper de Gvandolen Fairfax.
- Premi a Dani satire.
- Menció a la millor actriu pel seu paper a Oficir s ružom a la VIII edició de la Mostra de València.[2]

## Filmografia

### Televisió
- "Dosije" (1986)
- "Putovanje u Vučjak" (1986)
- "Smogovci" com a Nina (1986 – 1997)
- "Tuđinac" (1990)
- "Novo doba" com a Linda Čizmić (2002)
- "Villa Maria" com a Ana Jurak (2004 – 2005)
- "Ljubav u zaleđu" com a Ksenija Fisher (2005 – 2006)
- "Obični ljudi" com a Tamara Tomić Nikolić (2006 – 2007)
- "Urota" com a ministra d’afers exteriors (2006 – 2007)
- "Bitange i princeze" com a client de BUG (2007)
- "Zauvijek susjedi" com a Maša (2007)
- "Ponos Ratkajevih" com a Dagmar Cohen/Jelena Kralj (2007 – 2008)
- "Sve će biti dobro" com a Karmen (2008 – 2009)
- "Luda kuća" com a Jane Zdunich (2009 – 2010)
- "Dnevnik plavuše" com a Jasna (2010)
- "Najbolje godine" com a Suzana Gajs (2010 – 2011)
- "Loza" com a Magda Gamulin (2011 – 2012)
- "Tajne" com a Brigita Franić (2013 – 2014)
- "Vatre ivanjske" com a Elena Župan Magdić (2014 – 2015)
- "Crno-bijeli svijet" com a Nada (2015)
- "Novine" com a Julijana Tomašević (2016 – 2017)
- "Nemoj nikome reći" com a Nevenka (2017)
- "Čista ljubav" com a Edita Leskovar (2017 – 2018)
- "Na granici" com a Vinka (2018)
- "Ko te šiša" com a bajkerica Sanela (2019.)
- "Minus i plus" com a Emilija (2019)
- "Dar mar" com a Božena Bajić (2020 – 2021)
- "Mrkomir Prvi" com a Gujoslava (2023)

### Cinema
- "Za sreću je potrebno troje" com a Jagoda (1985)
- "To nije moj život, to je samo privremeno" com a Nina (1985)
- "Kako preživjeti do prvog" com a Mirjana (1986)
- "Trgovci i ljubavnici" com a Renata Puškec (1986)
- "Oficir s ružom" com a Matilda Ivančić (1987)
- "Bez trećeg" (1988)
- "Život sa stricem" com a Veronika (1988)
- "Uvijek spremne žene" com a Daša (1988)
- "Glembajevi" (1988)
- "Diploma za smrt" (1989)
- "HHamburg Altona" (1989)
- "Orao" (1990)
- "Sokak triju ruža" (1992)
- "Baka Bijela" com a col·lega d’oficina (1992)
- "Kontesa Dora" com a Steffi Graf (1993)
- "Zlatne godine" com a Marija Petraš (1993)
- "Svaki put kad se rastajemo" com a Melita (1994)
- "Prepoznavanje" com a doktorica (1996)
- "Djed i baka se rastaju" com a Višnja (1996)
- "Rusko meso" (1997)
- "Kad mrtvi zapjevaju" com a Stana (1998)
- "Garcia" (1999)
- "Maršal" com a Danica Skulić (1999)
- "Crna kronika ili dan žena" (2000)
- "Potonulo groblje" (2002)
- "Ledina" com a Ksenija (2003)
- "Infekcija" com a Karlova žena (2003)
- "Dva igrača s klupe" com a Mira Vidušić (2005)
- "Majka asfalta" com a gospođa iz centra (2010)
- "Duh babe Ilonke" com a Emičina mama (2011)
- "Ljudožder vegetarijanac" com a dr. Domljan (2012)
- "Šuti" com a Jelena (2013)
- "Sve najbolje" com a Mirjana (2016)

### Teatre
- "Posljednja karika"
- "Shirley Valentine" com a Shirley Valentine[3]
- "Ribarske svađe" com a Lucijeta
- "Mizantrop"
- "Ah, Nora, Nora" com a Nora Helmer (1999)
- "Mjesec dana na selu" com a Lizaveta Bogdanova (1998)
- "Velika magija"
- "Višnjik"
- "Zapadno pristanište" com a Monique Pons (1998)
- "Dundo Maroje" com a Petrunjela (1995)
- "Važno je zvati se Ernest" com a Gvandolen Fairfax (1993)
- "Očajno smiješno"
- "Maske na paragrafima"
- "Viktor ili dan mladosti" (1988)
- "Leda" (1987)
- "Kad mačke odu", J. Mortimer & B. Cooke r: Relja Bašić (1986)
- "Sanj Ivanjske noći" (2007 – 2012)
- "Prolazi sve" (2012)
- "Antigona" (2012)